# Fáklyaliliom
A fáklyaliliom az egyszikűek (Liliopsida) osztályának spárgavirágúak (Asparagales) rendjébe, ezen belül a fűfafélék (Asphodelaceae) családjába tartozó nemzetség.

## Előfordulásuk
A fáklyaliliomfajok eredeti előfordulási területe Afrikában és az Arab-félsziget déli részein van. A következő országokban találhatók meg természetes állapotban: Angola, Burundi, Dél-afrikai Köztársaság, Dél-Szudán, Eritrea, Etiópia, Jemen, Kamerun, Kenya, Kongói Demokratikus Köztársaság, Lesotho, Madagaszkár, Malawi, Mozambik, Ruanda, Szudán, Szváziföld, Tanzánia, Uganda, Zambia és Zimbabwe.
Néhány faj, így a fürtös fáklyaliliom (Kniphofia uvaria), elterjedt nemesített dísznövény. Főleg a következő országokba és térségekbe telepítették be eme növénynemzetség fajait: Argentína, Ecuador, Kalifornia, Mexikó, Nagy-Britannia, Oregon, Spanyolország, Szent Ilona-sziget, Törökország és Washington.

## Rendszerezés
A nemzetségbe az alábbi 69 faj és 2 hibrid tartozik:
- Kniphofia acraea Codd
- Kniphofia albescens Codd
- Kniphofia albomontana Baijnath
- Kniphofia angustifolia (Baker) Codd
- Kniphofia ankaratrensis Baker
- Kniphofia baurii Baker
- Kniphofia benguellensis Welw. ex Baker
- Kniphofia bequaertii De Wild.
- Kniphofia brachystachya (Zahlbr.) Codd
- Kniphofia breviflora Harv. ex Baker
- Kniphofia bruceae (Codd) Codd
- Kniphofia buchananii Baker
- Kniphofia caulescens Baker
- Kniphofia citrina Baker
- Kniphofia coddiana Cufod.
- Kniphofia coralligemma E.A.Bruce
- Kniphofia crassifolia Baker
- Kniphofia drepanophylla Baker
- Kniphofia dubia De Wild.
- Kniphofia ensifolia Baker
- Kniphofia × erythraeae Fiori
- Kniphofia evansii Baker
- Kniphofia fibrosa Baker
- Kniphofia flammula Codd
- Kniphofia fluviatilis Codd
- Kniphofia foliosa Hochst.
- Kniphofia galpinii Baker
- Kniphofia goetzei Engl.
- Kniphofia gracilis Harv. ex Baker
- Kniphofia grantii Baker
- Kniphofia hildebrandtii Cufod.
- borzas fáklyaliliom (Kniphofia hirsuta) Codd
- Kniphofia ichopensis Schinz
- Kniphofia insignis Rendle
- Kniphofia isoetifolia Hochst.
- Kniphofia latifolia Codd
- Kniphofia laxiflora Kunth
- Kniphofia leucocephala Baijnath
- Kniphofia linearifolia Baker
- Kniphofia littoralis Codd
- Kniphofia marungensis Lisowski & Wiland
- Kniphofia mulanjeana S.Blackmore
- Kniphofia multiflora J.M.Wood & M.S.Evans
- Kniphofia nana Marais
- Kniphofia northiae Baker
- Kniphofia nubigena Mildbr.
- Kniphofia pallidiflora Baker
- Kniphofia paludosa Engl.
- Kniphofia parviflora Kunth
- Kniphofia pauciflora Baker
- Kniphofia porphyrantha Baker
- Kniphofia × praecox Baker
- Kniphofia princeae (A.Berger) Marais
- Kniphofia pumila (Aiton) Kunth
- Kniphofia reflexa Hutch. ex Codd
- Kniphofia rigidifolia E.A.Bruce
- Kniphofia ritualis Codd
- Kniphofia rooperi (T.Moore) Lem.
- Kniphofia sarmentosa (Andrews) Kunth
- Kniphofia schimperi Baker
- Kniphofia splendida E.A.Bruce
- Kniphofia stricta Codd
- Kniphofia sumarae Deflers
- Kniphofia tabularis Marloth
- Kniphofia thodei Baker
- Kniphofia thomsonii Baker
- Kniphofia triangularis Kunth
- Kniphofia typhoides Codd
- Kniphofia tysonii Baker
- Kniphofia umbrina Codd
- fürtös fáklyaliliom (Kniphofia uvaria) (L.) Oken